# Trzęsienie ziemi w Valparaiso (1730)
Trzęsienie ziemi w Valparaíso – katastrofalne trzęsienie ziemi, które miało miejsce w dniu 8 lipca 1730.
W dniu 8 lipca 1730 roku o godz. 0845 doszło do trzęsienia ziemi o sile 8,7 stopni w skali Richtera. Trzęsienie ziemi spowodowało poważne szkody w miastach Valparaíso, Coquimbo, Illapel, Petorca, Tiltil. Kościół parafialny w La Serena został zniszczony. Wystąpiły również fale tsunami, które zalały m.in. miasta Callao i Honsiu.
Liczba ofiar śmiertelnych jest nieznana.